# Agualonga
Agualonga es una freguesia portuguesa del municipio de Paredes de Coura, con 4,14 km² de área y 284 habitantes (2001). Densidad pobalcional: 68,6 h/km².
- Datos: Q397851
- Multimedia: Agualonga / Q397851